# Александер Ват
Александер Ват, правильно Александер Хват (1 травня 1900, Варшава — 29 липня 1967, Антоні) — польський письменник і поет з кола футуристів, єврейського походження. Був також перекладачем англосакської, французької, німецької, російської та радянської літератур. Один із засновників польського футуризму — у 1919 році організував «перший польський футуристичний виступ».

## Біографія
Народився у Варшаві 1 травня 1900 року. Його батько — Мендель Міхав Хват, ерудит, хасид, а мати — Розалія з Кронсілберів. В 1911-14 рр. навчався в російській урядовій гімназії, потім у гімназії Якуба Фінкла, а пізніше у гімназії Роха Ковальського разом з Анатолієм Стерном, де в 1918 році склав екзамен. Одразу після екзамену вирішив вдатися до Росії, щоб допомогти революції, однак цей намір мав негативні наслідки. Навчався на філософському факультеті у Варшавському університеті в 1918—1920 i 1920—1926 рр., де знаходився під великим впливом професора Тадеуша Котарбінського.
В роки навчання зв'язався з поетами футуризму-дадаїзму, в 1920 році появилася його поема Я з однієї сторони і Я з іншої сторони мопсозалізної пічки. В роки війни з більшовиками, вступив до армії як волонтер, незважаючи на пацифістичні погляди. Не брав участі в боях, перебував в Оструві-Великопольському (разом із Ярославом Івашкевичем). В 1921—1922 роках був редактором журналу «Nowa Sztuka», a в 1924—1925 роках — «Almanachy Nowej Sztuki». В 1924 році вступив до Союзу польських літераторів, в 1926 р. перебував в Парижі. В цьому ж році виходить його оповідання Вічний блукаючий жид (zob. Вічний жид), a також збірка оповідань Безробітний Люцифер, в той час знайомиться із Анджеєм Ставарем — це знайомство започатковує період захоплення марксизмом в житті Вата. На початку наступного року, 27 січня, одружився із Павліною Лев, яку називають Олею.
Видавництво Rój публікувало його переклади творів м. ін. Генріха Манна, Еренбурга Іллі i Федора Достоєвського. В 1929 році був редактором Miesięcznika Literackiego i керівником редакторського кооперативу «Tom». Miesięcznik Literacki був літературно-політичним письмом, голосом середовища марксистських письменників і поетів, до яких, окрім Вата, належали: Владислав Броневський, Станіслав Станде, Анджей Ставар, Владислав Дашевський, Генріх Джевецький, Вітольд Вандурський, Ян Хемпель, Бруно Ясенський i Леон Шиллер. Письмо видавалося до липня 1931 року, його життя закінчив арешт більшої частини групи, в тому числі і Вата, 10 вересня 1931 року. Ват був ув'язнений понад 3 місяці. Кілька тижнів перед арештом, 23 липня 1931 року, народився його єдиний син Андрій. Після ув'язнення і невдалих спроб реактивізації письма розпочав працю, як літературний керівник, у видавництві Gebethner i Wolff.
Зразу перед війною, у травні 1939 року, знаходився у списку осіб призначених до заселення в Березу-Картузьку. Після початку війни разом із сім'єю втік з Варшави до Львова, де в жовтні розпочав працю в «Czerwonym Sztandarze». Разом із Тадеушtм Боєм-Желенським, Владиславом Броневським, Александром Данем, Халіною Гурською i Вандою Василевською увійшов до управління Організаційного комітету польських письменників, скликаного 13 жовтня. 19 жовтня — виокремлено Організаційний комітет письменників Західної України, в склад якого увійшов Ват. 19 листопада 1939 року підписав заяву польських письменників, яка вітала приєднання Західної України до Радянської. В січні 1940 р. був арештований разом із Владиславом Броневським, Тадеушем Пейпером i Анатолієм Стерном у Львові Народним комісаріатом внутрішніх справ через організування провокації. Незабаром в Czerwonym Sztandarze з'явилася стаття, яка обґрунтовувала арешт трьох письменників, під назвою Zgnieść gadzinę nacjonalistyczną.
У в'язниці перебував до 20 листопада 1941 року. Був ув'язнений у Львові, Києві, Луб'янці, і в Саратові, потім був засланий до Казахстану. В Алматах віднайшов дружину Павліну (Олю) і 9-річного на той час сина Андрія. Пізніше був регіональним делегатом Уряду Польщі, відмовився від прийняття радянського громадянства. До Польщі повернувся в 1946 році за старанням Адама Важика. З моменту перебування на Луб'янці був позбавлений симпатії до комунізму.
В 1946-1948 роках був головним редактором Державного редакторського інституту, з грудня 1947 був у головному управлінні польського [ ПЕН-клубу] Публікувався в «Kuźnicy», «Odrodzeniu» i «Twórczości». В сталінський період припинив активну літературну діяльність, в 1953 році тяжко захворів на синдром Валленберга, який лікував у Швейцарії і південній Франції. В 1957 році опублікував том Вірші, за який отримав нагороду «Нової культури». Наступний том Вірші середземноморські видав вже на заході. Кілька місяців працював у Італії редактором польської серії в міланському видавництві Umberta Silvy. В 1961-63 роках перебував у Франції, в Парижі i Кабрі. В 1964 році обійняв посаду у Center for Slavic and East European Studies в Університеті Берклі. Тоді посвятив Чеславу Мілошу серії біографічних інтерв'ю під назвою Mój wiek (Моє століття). Наступного року повернувся у Францію, з терапевтичними цілями виїжджав до Майорівки, де написав свій останній том віршів Тьмяне свічадо. Увесь той період переслідували його гострі головні болі, через що 29 липня 1967 року здійснив самогубство передозуванням знеболювальних препаратів. Був похований на цвинтарі Les Champeaux в Монморансі.
Сестрою Александра Вата була акторка — Северина Бронішувна..
Про долю Александра, Павліни і Андрія під час радянської окупації Львова i про заслання до Казахстану розповідає фільм  Роберта Глінського Все, що найважливіше. Яцек Качмарський присвятив також пісню Александрові Ватові.

## Нагороди
- 1957 — нагорода тижневика «Нова культура»

## Творчість

### Твори
| Рік видання | Переклад назви                                                                             | Оригінальна назва                                                                       |
| ----------- | ------------------------------------------------------------------------------------------ | --------------------------------------------------------------------------------------- |
| 1920        | Я з однієї сторони і Я з іншої сторони мопсозалізної пічки                                 | Ja z jednej strony i Ja z drugiej strony mego mopsożelaznego piecyka                    |
| 1920        | Гра. Перший польський альманах футуристичної поезії (разом із Анатолієм Стерном, Варшава). | Gga. Pierwszy polski almanach poezji futurystycznej (wraz z Anatolem Sternem, Warszawa) |
| 1927        | Безробітний Люцифер (збірка оповідань)                                                     | Bezrobotny Lucyfer (Zbiór opowiadań)                                                    |
| 1957        | Вірші                                                                                      | Wiersze                                                                                 |
| 1962        | Середземноморські вірші (Варшава)                                                          | Wiersze śródziemnomorskie (Warszawa)                                                    |
| 1967        | Тьмяне свічадо                                                                             | Ciemne świecidło                                                                        |
| 1977        | Моє століття. Щоденник, що говорить (Варшава)                                              | Mój wiek. Pamiętnik mówiony (Warszawa)                                                  |
| -           | Втеча Лотха (не завершена повість, видана фрагментами)                                     | Ucieczka Lotha (nie ukończona powieść, wydana we fragmentach)                           |

### Переклади
| Рік видання | Переклад                                                 | Оригінал                                              |
| ----------- | -------------------------------------------------------- | ----------------------------------------------------- |
| 1930        | П'єр Бенуа, Аксель Pierre Benoit, Aksela                 |                                                       |
| 1928        | Жорж Бернанос, Під сонцем диявола,1928.                  | Georges Bernanos, Pod słońcem szatana                 |
| 1927        | Валдемар Браун, Білі ночі                                | Laurids Waldemar Bruun, Białe noce                    |
| 1956        | Чехов Антон, Твори                                       | Anton Czechow, Dzieła                                 |
| 1928        | Федір Достоєвський, Брати Карамазови                     | Fiodor Dostojewski, Bracia Karamazow                  |
| 1935        | Ілля Еренбург, День другий                               | Ilja Erenburg, Dzień wtóry                            |
| 1932        | Ілля Еренбург, Евокація                                  | Ilja Erenburg, Ewokacja                               |
| 1927        | Ілля Еренбург, Тринадцять файок                          | Ilja Erenburg, Trzynaście fajek                       |
| 1955        | Аркадій Гайдар, Голуба філіжанка і інші оповідання,1955. | Arkady Gajdar, Błękitna filiżanka i inne opowiadania  |
| 1952        | Аркадій Гайдар, Чук і Хек і інші оповідання              | Arkady Gajdar, Czuk i Hek i inne opowiadania          |
| 1954        | Аркадій Гайдар, Далекі країни. Військова таємниця        | Arkady Gajdar, Dalekie kraje. Tajemnica wojskowa      |
| 1951        | Аркадій Гайдар, Твори                                    | Arkady Gajdar, Dzieła                                 |
| 1954        | Аркадій Гайдар, Доля барабанщика                         | Arkady Gajdar, Los dobosza                            |
| 1955        | Аркадій Гайдар, Нехай світить                            | Arkady Gajdar, Niech świeci                           |
| 1952        | Аркадій Гайдар, Тимур і його команда                     | Arkady Gajdar, Timur i jego drużyna                   |
| 1951        | Максим Горький, Васса Железнова                          | Maksym Gorki, Wassa Żeleznowa                         |
| 1929        | О. Генрі, 830 доларів                                    | O. Henry, 830 dolarów                                 |
| 1927        | О. Генрі, Блеф                                           | O. Henry, Bluff                                       |
| 1927        | О. Генрі, Розповіді                                      | O. Henry, Opowieści                                   |
| 1952        | О. Генрі, Останній листок                                | O. Henry, Ostatni liść                                |
| 1928        | О. Генрі, Шляхетний масон                                | O. Henry, Szlachetny farmazon                         |
| 1930        | Панаїт Істраті, Різанина у пустелі                       | Panait Istrati, Rzeź na pustyni                       |
| 1956        | Рудольф Леонард, Смерть Донкішота                        | Rudolf Leonhard, Śmierć Donkiszota                    |
| 1954        | Антон Макаренко, Прапори на вежах                        | Anton Makarenko, Chorągwie na wieżach                 |
| 1949        | Генріх Манн, Молодість короля Генриха IV                 | Heinrich Mann, Młodość króla Henryka IV               |
| 1949        | Мультатулі, Макс Навелар                                 | Multatuli, Maks Havelaar                              |
| 1954        | Островський Олександр, Панна без приданого               | Aleksandr Ostrowski, Panna bez posagu                 |
| 1955        | Турсун Парда, Вчитель                                    | Tursun Parda, Nauczyciel                              |
| 1961        | Йозеф Рот, Несправжня вага                               | Joseph Roth, Fałszywa waga                            |
| 1928        | Толстой Лев, Анна Кареніна                               | Lew Tołstoj, Anna Karenina                            |
| 1931        | Якуб Вассерман, Христофор Колумб. Дон Кіхот океану       | Jakob Wassermann, Krzysztof Kolumb. Don Kichot oceanu |